# Margarethe (Wernigerode)
Margarethe ist ein historischer Bergbaustollen in Wernigerode im Bergrevier Hasserode im Harz. Mit diesem Stollen wurden in der Frühen Neuzeit der Steinberg und das Drängetal bergmännisch aufgeschlossen.

## Geografische Lage
Der Stollen befindet sich im Drängetal unweit der Ortslage von Wernigerode und der Landmannsleie.

### Geschichte
Spätestens im 18. Jahrhundert wurde der Margarethe-Stollen auf einen Gang, auf welchem Kobalterze einbrechen und der quer durch das Dränge- und Thumkuhlental reicht, betrieben. Die dort gefundenen Erze wurden vor allem in der Schmelzhütte am Beerberg, später im Blaufarbenwerk Hasserode, verarbeitet.
1943 wurde das Grubenfeld Margarethe letztmals vom Oberbergamt Clausthal-Zellerfeld verliehen. Nach dem Ende des Zweiten Weltkriegs und der vergeblichen Suche der SDAG Wismut nach Uran, erfolgte die endgültige Einstellung der bergmännischen Nutzung des Stollens, dessen Mundloch verschüttet wurde.